# Grupa podpułkownika Stefana Dąba-Biernackiego
Grupa podpułkownika Stefana Dąba-Biernackiego (Grupa Wasylków) – związek taktyczny Wojska Polskiego z okresu wojny polsko-bolszewickiej.
W związku z odejściem 15 Dywizji Piechoty na północny odcinek frontu, dowódca 3 Armii, gen. Edward Rydz-Śmigły, utworzył 22 maja 1920 grupę „Wasylków”.

## Struktura organizacyjna
Skład 1 czerwca 1920:
- dowództwo grupy
- 5 pułk piechoty Legionów
- II/1 pułku piechoty Legionów
- 3 pułk ułanów
- III/1 pułku artylerii polowej Legionów
- 2 bateria 1 pułku artylerii ciężkiej

Skład 20 czerwca 1920:
- dowództwo grupy
- 1 pułk piechoty Legionów
- 12 pułk piechoty
- II/1 pułku artylerii polowej Legionów
- 3/6 pułku artylerii polowej

W sumie grupa liczyła około 3600 żołnierzy, czternaście dział, 92 cekaemy.